# William Leeman
Pour les articles homonymes, voir Leeman.
William Leeman est un abolitionniste américain né le 20 mars 1839 à Hallowell, dans le Maine, et mort le 17 octobre 1859 à Harpers Ferry, alors en Virginie. Il travaille dans une usine de chaussures dans le Massachusetts avant de rejoindre, à 17 ans, le Kansas pour lutter contre l'esclavage aux côtés de John Brown. Présent à la convention de Chatham réunie autour de Brown en mai 1858, il participe à son raid contre Harpers Ferry, au cours duquel il est tué.